# 산소 음이온 구멍

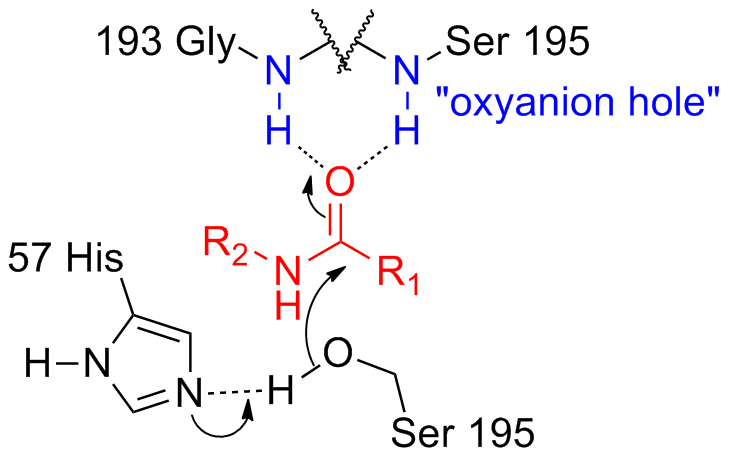
세린 단백질가수분해효소(검은색)의 산소 음이온 구멍은 효소의 백본 아마이드(파란색)의 수소 결합을 사용하여 기질(빨간색)의 전이 상태에서 음전하의 축적을 안정화시킨다.

산소 음이온 구멍(영어: oxyanion hole)은 탈양성자화된 산소 또는 알콕사이드에서 전이 상태의 음전하를 안정화시키는 효소의 활성 부위에 존재하는 포켓이다. 포켓은 일반적으로 백본 아마이드 또는 양전자를 띤 잔기들로 구성된다. 전이 상태를 안정화시키면 반응에 필요한 활성화 에너지가 낮아져서 촉매작용이 촉진된다. 예를 들어 키모트립신과 같은 단백질가수분해효소는 산소 음이온 구멍을 가지고 있으며 단백질 분해 중에 형성된 사면체의 중간생성물 음이온을 안정화시키며 기질의 음전하 산소를 물 분자로부터 보호한다. 또한 구멍을 차지할 수 없는 경우(예: 헤모글로빈의 2,3-비스포스포글리세르산) 입체 장애가 발생할 수 있는 기질의 삽입 또는 위치 지정을 허용할 수 있다. 다단계 반응을 촉매하는 효소는 반응에서 서로 다른 전이 상태를 안정화시키는 다중 산소 음이온 구멍을 가질 수 있다.

## 같이 보기
- 효소 촉매작용
- 활성 부위
- 전이 상태